# Christian Nicolay
Christian Nicolay (ur. 4 marca 1976 w Bassenheim) – niemiecki lekkoatleta specjalizujący się w rzucie oszczepem.
W roku 1995 został mistrzem Europy juniorów. Brązowy medalista Młodzieżowych Mistrzostw Europy (Turku 1997). Uczestnik igrzysk olimpijskich w Atenach (2004) - z wynikiem 79,77 nie zakwalifikował się do rundy finałowej. Dwukrotnie startował w mistrzostwach świata - Paryż 2003 (6. miejsce z wynikiem 81,77) i Helsinki 2005 (z wynikiem 76,68 nie awansował do finału). W 2006 uzyskując wynik 77,94 odpadł w eliminacjach konkursu mistrzostw Europy w Göteborgu. Zwycięzca zimowego pucharu Europy w roku 2003. Uczestnik pucharu Europy w roku 2003 (2. miejsce z rezultatem 81,93) oraz Mistrzostw świata w tym samym roku (6. pozycja - 81,77). Mistrz Niemiec w 2005 i 2006 roku. Rekord życiowy: 84,54 (30 maja 2003, Dessau).
W 2011 ogłosił zakończenie kariery sportowej.